# Великобритания във Втората световна война
Великобритания участва във Втората световна война като един от основните Съюзници от 3 септември 1939 година до края на войната.
Тя обявява война на Германия след нейното нападение срещу Полша на основата на Англо-полския военен съюз. Великобритания участва във военните действия през цялото време на войната и на всички военни театри – Западния фронт на Европейския театър, Средиземноморския театър, а след нападението на Япония срещу нейните далекоизточни владения – и на Тихоокеанския театър.